# Круселль, Бернхард Хенрик
Бе́рнхард Хе́нрик Кру́селль (швед. Bernhard Henrik Crusell; 15 октября 1775, Нюстад, Великое княжество Финляндское — 28 июля 1838, Стокгольм, Шведское королевство) — финско-шведский композитор, кларнетист и переводчик.

## Биография
Родился в семье небогатого переплётчика, первые уроки музыки получил от кларнетиста местного военного оркестра. В 1788 году поступил в духовой оркестр в Свеаборге, а три года спустя переехал в Стокгольм, где начал брать уроки композиции у Даниэля Бёрица и аббата Фоглера, вскоре стал кларнетистом придворного королевского оркестра и оставался на этом посту до 1833 года. Совершенствовался как исполнитель в Берлине у Франца Тауша в конце 1790-х годов, дал ряд концертов в Гамбурге. В Швеции за Круселлем закрепилась слава высококлассного исполнителя, в его репертуаре были сочинения Винтера, Лебрёна, Моцарта, Бетховена и других композиторов, а также собственные сочинения. Критики отмечали чистоту и певучесть его исполнения.
В 1803 году Круселль побывал в Париже, где консультировался с Франсуа Госсеком и Анри Бертоном. В последующие годы вёл активную композиторскую деятельность, сочиняя в основном для кларнета, а также для других духовых инструментов и для мужского хора, руководил военными оркестрами на летних фестивалях в Линчёпинге, для которых сам перекладывал сочинения Вебера, Шпора, Россини. В 1820-е годы написал многочисленные вокальные произведения, в том числе единственную свою оперу Den lilla slafvinnan («Маленькая невольница»), имевшую огромный успех и поставленную 34 раза в последующие 14 лет. Будучи блестящим переводчиком, Круссель адаптировал на шведский язык либретто итальянских, немецких и французских опер, за что был избран в «Готскую Лигу» — крупнейшее литературное объединение Швеции того времени. В 1837 году он получил золотую медаль Шведской академии и посвящён в кавалеры Ордена Ваза.

## Творчество
Круселль — классик финской и шведской музыки, автор первой в истории оперы на шведском языке. Его музыку высоко ценил Михаил Глинка, вспоминавший в своих «Записках »: 
«...Однажды играли квартет Крузеля с кларнетом [ми-бемоль мажор, соч.2]; эта музыка произвела на меня непостижимое, новое и восхитительное впечатление — я оставался целый день потом в каком-то лихорадочном состоянии, был погружен в неизъяснимое, томительно-сладкое состояние и на другой день во время урока рисования был рассеян; в следующий урок рассеянность еще увеличилась, и учитель, заметя, что я рисовал уже слишком небрежно, неоднократно журил меня и, наконец, однако ж, догадавшись, в чем было дело, сказал мне однажды, что он замечает, что я все только думаю о музыке: что ж делать? — отвечал я, — музыка — душа моя!»
В сочинениях композитора заметно влияние Вебера.

## Основные сочинения
- Опера «Маленькая невольница» Lilla slavinnan (либретто Пиксерекура в переводе Маннерхьерта и Лагербьельке), впервые поставлена в Королевском театре Стокгольма 18 февраля 1824

Оркестровые сочинения
- Три концерта для кларнета с оркестром (Es-dur, 1808/1811; f-moll, 1815/1818; B-dur, 1807/1828)
- Концертино для фагота с оркестром (1829)
- Концертная симфония для кларнета, фагота и валторны с оркестром (1808)
- Интродукция и вариации на шведскую тему (Goda gosse glaset töm) для кларнета с оркестром (1804)

Камерные сочинения
- Три квартета для кларнета, скрипки, альта и виолончели (Es-dur, 1807/1811; c-moll, 1804/1817; A-dur, 1821/1823)
- Три дуэта для двух кларнетов (1821)
- Дивертисмент для гобоя и струнных (1823)

Вокальные сочинения
- Песни на стихи Эсайаса Тегнера и других авторов (в трёх тетрадях, опубликованы в 1822)
- «Сага о Фритьофе», 10 песен на стихи Эсайаса Тегнера (1826—1827)
- Прочие песни, сочинения для хора и др.